# کادنا سر
کادِنا سِر (اسپانیایی: Cadena SER‎) نام یک شبکهٔ رادیویی اسپانیایی مشهور است که قدیمی‌ترین و پرشنونده‌ترین شبکهٔ رادیویی کشور اسپانیا محسوب می‌شود.
این شبکه رادیویی از سال ۱۹۲۶ میلادی آغاز به‌کار کرد و در سال ۲۰۱۵ میلادی، ۴٬۷۶۶٬۰۰۰ شنونده داشت.
واژهٔ «سِر» (SER) مخفف عبارتی است که به معنایِ «بنگاه خبررسانی اسپانیا» است.
این شبکهٔ رادیویی در زمینهٔ اخبار روزمره، سیاست و ورزش فعالیت دارد.